# Roberto Cota
Roberto Cota (Novara, 13 luglio 1968) è un politico italiano.
È stato presidente del Consiglio regionale del Piemonte dal 29 maggio 2000 al 17 gennaio 2005, sottosegretario di Stato al Ministero delle attività produttive dal 30 dicembre 2004 al 17 maggio 2006 nei governi Berlusconi II e III, deputato alla Camera dal 2006 al 2010 e brevemente nel 2013 per la Lega Nord, ricoprendo diversi incarichi parlamentare, e presidente della Regione Piemonte dal 9 aprile 2010 al 9 giugno 2014.

## Biografia
Nato a Novara, dove il padre Michele Cota, pugliese di San Severo (Foggia), aveva prestato servizio militare dopo aver conseguito la laurea in giurisprudenza. Il padre rimase nel capoluogo piemontese dopo aver lì conosciuto la futura moglie.
Consegue la maturità classica presso il liceo Carlo Alberto di Novara e successivamente la laurea in giurisprudenza a Milano con una votazione di 110/110 e lode. È avvocato penalista patrocinante in Cassazione. Supera gli esami da procuratore legale a Torino. È giornalista pubblicista. Sposato con Rosanna, ha una figlia: Elisabetta.

## Carriera politica
Nel 1990 s'iscrisse alla Lega Nord di Umberto Bossi, per la quale è stato segretario cittadino dal 1992 al 1993.
Alle elezioni comunali del 1993 si candida al consiglio comunale di Novara, nelle liste della Lega Nord a sostegno del candidato sindaco Sergio Merusi, risultando eletto consigliere comunale e venendo nominato assessore alla cultura nella giunta comunale guidata da Merusi.
Alle elezioni amministrative del 1997 si candida a sindaco di Novara, sostenuto dalla Lega e la lista civica Lavoratori Padani, raccogliendo il 13,07% dei voti e non accedendo al ballottaggio, che viene vinto dal candidato del centro-sinistra Giovanni Correnti. Viene comunque eletto consigliere comunale in quanto candidato sindaco non eletto e divenne capogruppo della Lega Nord in consiglio comunale.
Nel 1999 diventa segretario provinciale della Lega, rimanendo in carica fino al 2000.
Alle elezioni regionali in Piemonte del 2000 si candida nel listino bloccato "Per il Piemonte" del presidente uscente di centro-destra Enzo Ghigo, risultando eletto in consiglio regionale del Piemonte e divenendo presidente di tale organo, rimanendo in carica fino al 2005.
Nel 2001 viene eletto segretario della Lega Nord Piemont, subentrando a Bernardino Bosio, venendo confermando in tale ruolo l'11 marzo 2012, assumendo anche brevemente il ruolo di presidente dopo che l'incarico era decaduto Mario Borghezio a causa della sua sospensione dalla Lega, e rimanendo in carica fino al 2016, sostituito da Riccardo Molinari.
È stato sottosegretario di Stato al Ministero delle attività produttive nei governi Berlusconi II e III, oltreché Alto Commissario per la lotta alla contraffazione fino al termine delle elezioni politiche del 2006.

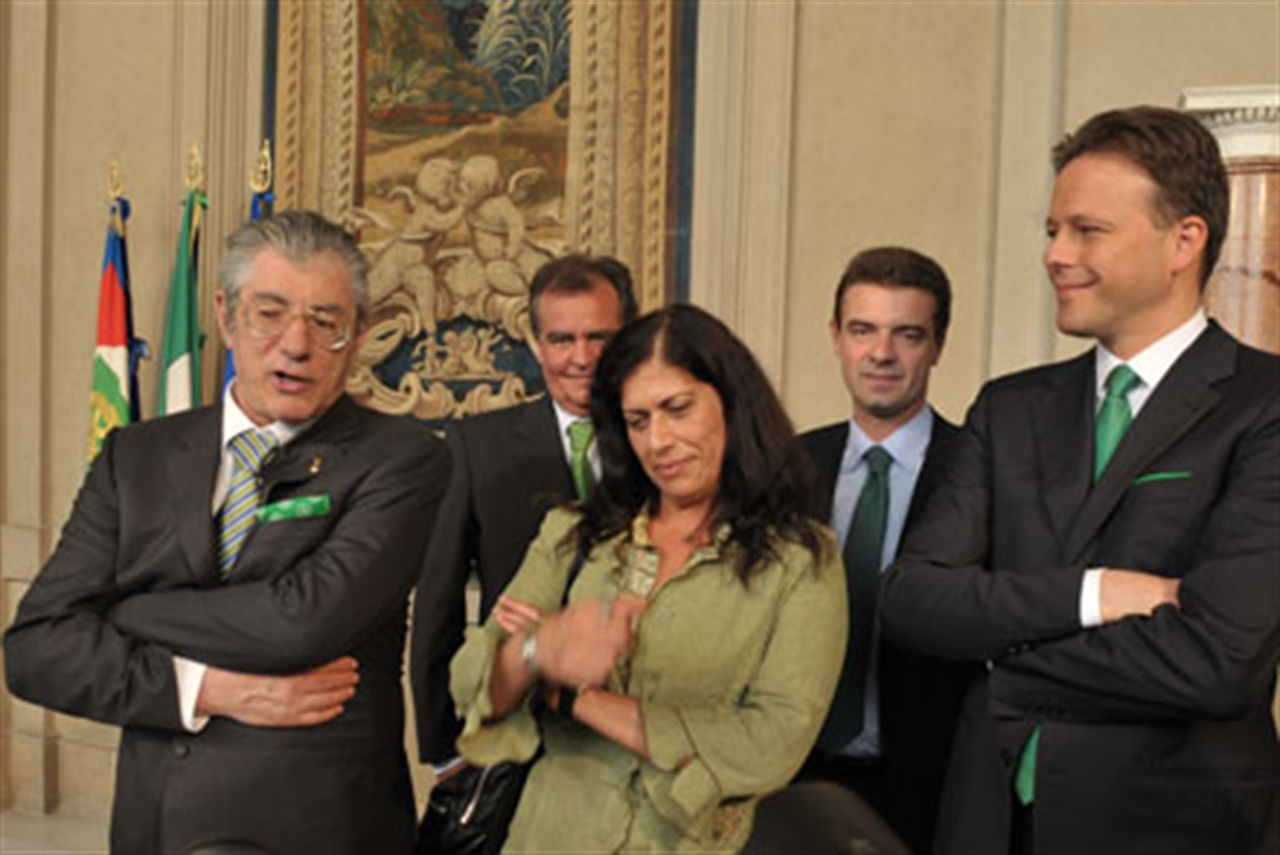
Roberto Cota con Umberto Bossi, Roberto Calderoli, Rosy Mauro e Federico Bricolo al Quirinale nel 2008.

Alle elezioni politiche del 2006 viene candidato alla Camera dei deputati, tra le liste della Lega Nord nella circoscrizione Piemonte 2 in seconda posizione, risultando eletto deputato. Nella XV legislatura della Repubblica è stato vice-capogruppo e delegato d'aula del gruppo parlamentare della Lega "Lega Nord Padania" a Montecitorio, capogruppo per la Lega nella 1ª Commissione Affari costituzionali, della Presidenza del consiglio e interni, membro del Consiglio di giurisdizione e del Comitato parlamentare di controllo sull'attuazione dell'accordo di Schengen, di vigilanza sull'attività di Europol, di controllo e vigilanza in materia di Immigrazione.
Alle elezioni politiche del 2008 viene ricandidato alla Camera, tra le liste della Lega nella medesima circoscrizione e posizione, venendo rieletto a Montecitorio. Nel corso della XVI legislatura ha fatto parte della 3ª Commissione Affari esteri e comunitari, della Giunta per il Regolamento, del Comitato parlamentare per i procedimenti di accusa e della 10ª Commissione Attività produttive, commercio e turismo, oltre a ricoprire gli incarichi di segretario del Comitato parlamentare per la sicurezza della Repubblica e capogruppo del gruppo parlamentare della "Lega Nord Padania" alla Camera.
Il 29 marzo 2010 è stato eletto presidente della Regione Piemonte con la coalizione formata dal Popolo della Libertà e dalla Lega Nord, che ha avuto la meglio sulla candidata uscente Mercedes Bresso del Partito Democratico. La sua elezione è stata per qualche tempo in bilico a causa del possibile annullamento di circa 12.000 voti espressi verso liste a lui collegate visto che, al momento della proclamazione, il vantaggio di Cota era di circa 9.300 voti.
Il 19 ottobre 2010 il Consiglio di Stato ha infine confermato l'elezione di Cota, sospendendo il riconteggio dei voti.

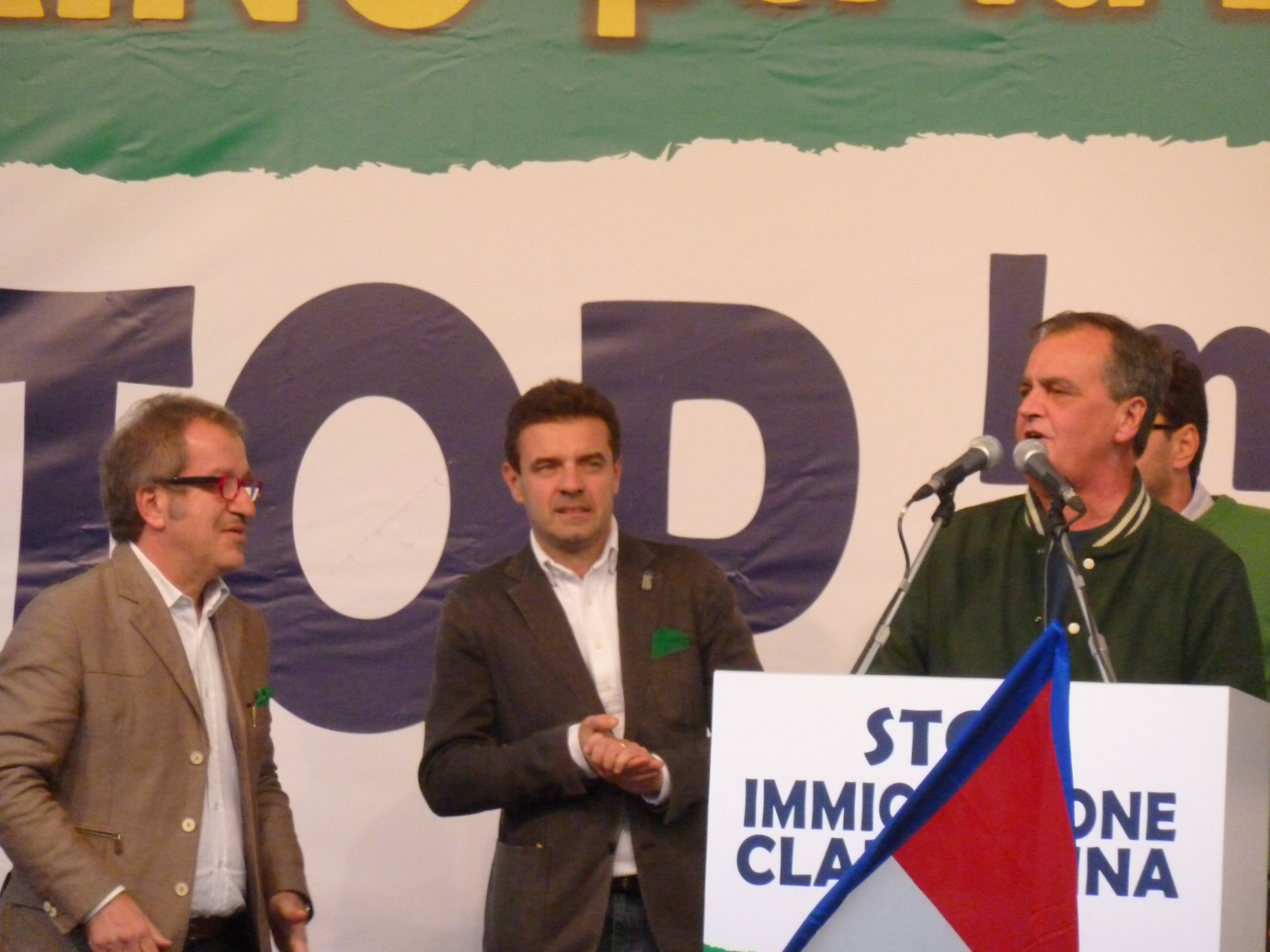
Cota assieme a Roberto Maroni e Roberto Calderoli ad una manifestazione della Lega Nord a Torino contro l'immigrazione clandestina ad ottobre 2013

Il 22 maggio 2012 viene confermata in appello la condanna a Michele Giovine per aver falsificato le firme necessarie alla presentazione della lista "Pensionati per Cota" risultata determinante per l'elezione di Roberto Cota. L'opposizione è quindi tornata a chiedere le dimissioni del Presidente Cota.
Alle elezioni politiche del 2013 si candida come capolista della Lega Nord nei collegi Piemonte 1 e Piemonte 2 per la Camera e viene eletto, optando per il collegio Piemonte 1. Si dimette il mese successivo e la Camera dei Deputati prende atto delle sue dimissioni il 9 aprile e viene sostituito da Stefano Allasia.
Lo stesso giorno viene eletto "grande elettore", come delegato per la Regione Piemonte, per l'elezione del presidente della Repubblica.

### Presidente della Regione Piemonte
Nella veste di presidente della regione ha la funzione di rappresentare sia giuridicamente che politicamente l'Ente nel suo complesso. Inoltre è referente per le materie: Coordinamento ed indirizzo delle politiche del Governo regionale. Conferenza Stato - Regioni, Rapporti con l'Unione europea, Federalismo e Grandi Eventi, Coordinamento interassessorile delle politiche del volontariato, Tutela della Salute e Sanità, Edilizia sanitaria, Politiche Sociali e Politiche per la Famiglia..

#### Bilancio regionale
Nel difficile panorama della crisi economica, la giunta regionale di Cota affronta una pessima situazione dei conti regionali: nelle casse della Regione Piemonte è stato infatti confermato un buco di oltre due miliardi di euro, attribuiti da Cota alla precedente giunta di centro-sinistra guidata da Mercedes Bresso. Cota ha sempre evidenziato di aver dato un contributo significativo al risanamento della sanità piemontese in quanto appena insediato (29.07.2010) ha sottoscritto con il governo un piano di rientro che è sempre stato rispettato. Nel corso dell'amministrazione della giunta di centro-destra, il debito della Sanità regionale è continuato a crescere arrivando nel 2012 a 4,2 miliardi di euro.

#### Annullamento delle elezioni regionali
Il 10 gennaio 2014 il TAR del Piemonte annulla le elezioni regionali piemontesi del 2010 che avevano decretato Cota presidente della regione Piemonte. Il capogruppo di Forza Italia in consiglio regionale annuncia ricorso al Consiglio di Stato contro la decisione del TAR, così come ha intenzione di fare la Lega Nord.
L'11 febbraio 2014 il Consiglio di Stato conferma la sentenza del TAR e annulla le elezioni, sancendo così la fine anticipata della legislatura regionale piemontese. Ciononostante, contro la decisione del Consiglio di Stato la giunta regionale ha presentato ulteriore ricorso presso la Corte suprema di cassazione, lamentando un «eccesso di potere giurisdizionale» (ricorso che, comunque, non sospende l'esecutività della sentenza d'annullamento delle elezioni). Con decisione del 6 marzo 2014, il TAR ha intimato a Cota di indire le elezioni entro sette giorni e ha già nominato, nel caso non lo facesse, un commissario ad acta, il Prefetto di Torino, che dovrà provvedere. Il 12 marzo Cota firma il decreto che fissa le elezioni regionali per il 25 maggio 2014, in concomitanza con le elezioni europee. Il 16 aprile la Cassazione ha assunto la decisione definitiva sulla vicenda confermando l'annullamento delle elezioni regionali.
Alle elezioni regionali del 2014 la coalizione di centro-destra non ricandida il presidente uscente Cota, ma si divide con Forza Italia e Lega che puntano sul vicepresidente uscente Gilberto Pichetto Fratin, Fratelli d'Italia sull'ex sottosegretario alla difesa Guido Crosetto e il Nuovo Centrodestra sul viceministro della giustizia Enrico Costa, che vengono sconfitti dal candidato di centro-sinistra Sergio Chiamparino. Cota rinuncia alla candidatura alle elezioni europee dello stesso anno con la Lega Nord, decidendo di restare segretario del partito in Piemonte.

### Dopo la Regione Piemonte
Il 28 dicembre 2020, rimasto senza alcun incarico politico e dopo che non aveva rinnovato la tessera della Lega Nord, annuncia la sua adesione a Forza Italia di Silvio Berlusconi, avvicinato da Paolo Zangrillo, con cui alle elezioni politiche anticipate del 2022 viene candidato alla Camera, tra le sue liste nel collegio plurinominale Piemonte 2 - 01 in seconda posizione, senza però essere eletto.
Alle elezioni europee del 2024 viene candidato al Parlamento europeo, tra le liste di Forza Italia - Noi Moderati nella circoscrizione Italia nord-occidentale, raccogliendo 3.869 preferenze ma risultando non eletto.

## Posizioni politiche
Cota si è schierato più volte a favore del progetto TAV Torino-Lione. A tal proposito, egli ha affermato che: 

## Vicende giudiziarie

### InchiestaRimborsopoli
Ad aprile 2013 viene indagato per peculato nel periodo maggio 2010-settembre 2012, nell'ambito dell'inchiesta della procura di Torino sui rimborsi dei gruppi regionali. La somma contestata è di circa 25.000 euro.
Il 16 gennaio 2014 viene richiesto il rinvio a giudizio per Cota nell'inchiesta su rimborsopoli. Nell'aprile dello stesso anno Cota, dichiarandosi innocente, chiede ed ottiene di essere giudicato con il rito immediato.
Il 7 ottobre 2016 viene assolto, assieme ad altri 14 imputati, in quanto "il fatto non sussiste", ma il 24 luglio 2018 viene condannato in appello a un anno e sette mesi di reclusione. Il 18 novembre 2019 la Corte di Cassazione ha annullato con rinvio la sentenza di condanna della Corte d'appello. È nuovamente riconosciuto colpevole in sede d'appello in data 14 dicembre 2021.
Il 17 febbraio 2023 viene condannato in via definitiva a un anno e 7 mesi.